# Attenhausen
Attenhausen ist eine Ortsgemeinde im Rhein-Lahn-Kreis in Rheinland-Pfalz. Sie gehört der Verbandsgemeinde Bad Ems-Nassau an.

## Geographie
Attenhausen liegt im Taunus (westlicher Hintertaunus) auf einer Anhöhe über dem Dörsbachtal. Zu Attenhausen gehören auch die Wohnplätze Dörsbachtal, Bilohof und Fernblick.

## Geschichte
Der Ort wurde erstmals 1142 unter dem Namen Hattenhausen als Stiftungsgut der Abtei Arnstein urkundlich erwähnt.  Ab 1355 gehörte es zu dem „Vierherrischen“, d. h. der Herrschaft von vier Herren über den Einrich. Ab 1806 war der Ort Teil des Herzogtums Nassau, das 1866 von Preußen annektiert wurde. Seit 1946 ist der Ort Teil des Landes Rheinland-Pfalz.
Die Einwohnerschaft entwickelte sich im 19. und 20. Jahrhundert wie folgt: 1843: 445 Einwohner, 1927: 497 Einwohner, 1964: 441 Einwohner.

## Politik

### Gemeinderat
Der Gemeinderat in Attenhausen besteht aus acht Ratsmitgliedern, die bei der Kommunalwahl am 9. Juni 2024 in einer Mehrheitswahl gewählt wurden, und dem ehrenamtlichen Ortsbürgermeister als Vorsitzendem.

### Bürgermeister
Udo Ludwig wurde am 17. Juli 2024 Ortsbürgermeister von Attenhausen. Bei der Direktwahl am 9. Juni 2024 war er als einziger Bewerber mit einem Stimmenanteil von 68,5 % gewählt worden.
Ludwigs Vorgänger Volker Feldpausch hatte das Ehrenamt 20 Jahre ausgeübt und war 2024 nicht erneut angetreten.